# Buqueta

Mapa con la ubicación aproximada de algunas de las principales ciudades del antiguo Epiro donde se aprecia la situación de Buqueta, al sur.

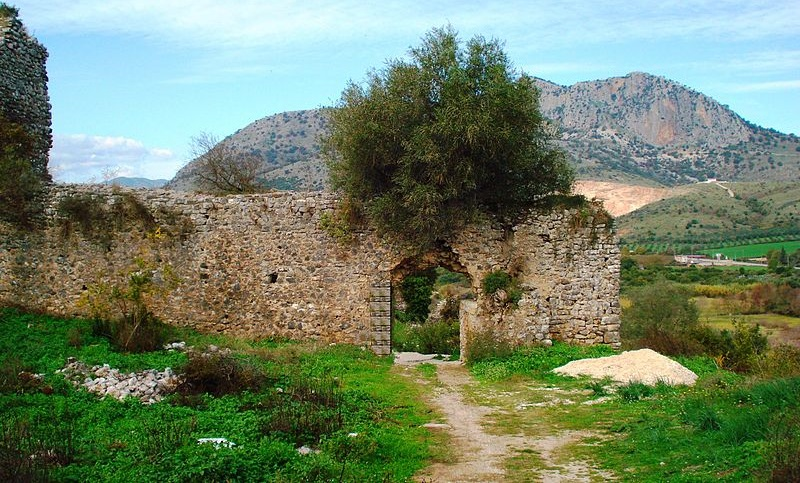
La fortaleza de Rogí.

Buqueta (en griego: Βούχετα, Βουχέτον)  fue una antigua ciudad griega en la región de Epiro.
Es mencionada por Demóstenes como una de las ciudades situadas en Casopia, junto con Elatria y Pandosia que eran colonias de Élide y fueron conquistadas por Filipo, quien las cedió en 343/2 a. C. a su cuñado Alejandro de Epiro.
Estrabón, citando a Teopompo, dice que pertenecía a los casopios y la sitúa cerca de la costa.
Estaba situada a las orillas del río Louros.
Se localiza en las ruinas de la fortaleza de Rogí, cerca de la población de Nea Cerasunta.